# Biologische Station östliches Ruhrgebiet

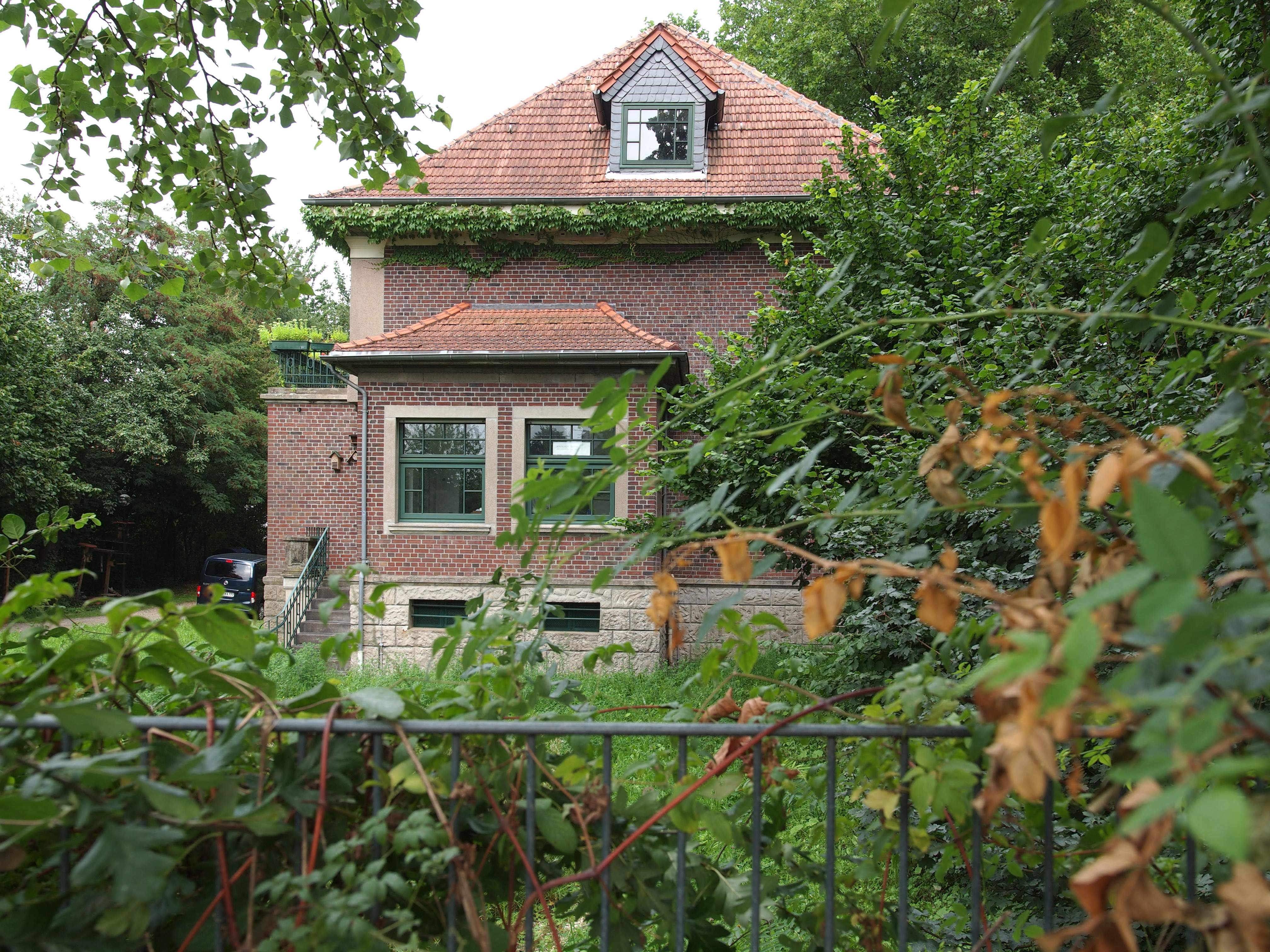
Haus der Natur

Die Biologische Station östliches Ruhrgebiet besteht seit 1991 und ist eine Einrichtung für den Naturschutz in Herne und Bochum. Sie ist eine von etwa 40 Biologischen Stationen in Nordrhein-Westfalen und wird zu 80 % vom Land getragen. Die übrigen Kosten teilen sich die Städte Herne und Bochum, der Regionalverband Ruhr und die Emschergenossenschaft. 

## Aufgaben
Zu den Aufgaben gehört, wie bei allen anderen Biologischen Stationen in NRW, die Betreuung von ausgewiesenen Schutzgebieten, hier in den Stadtgebieten von Herne und Bochum. Dazu zählen die zehn Naturschutzgebiete mit ca. 200 ha Fläche. Um den Biotopverbund im Arbeitsgebiet zu realisieren, arbeitet die Station auch auf Industriebrachen, Halden, einer früheren Hausmülldeponie, der ehemaligen Liegewiese eines Freibades, Bergsenkungsseen, ehemaligen Kohleabsetzbecken und Regenrückhalteanlagen.
In ihren Betreuungsgebieten und teilweise darüber hinaus werden Flora, Fauna und Biotope unter Einsatz von Geoinformationssystemen erfasst. Vegetationskundliche Geländeaufnahmen, Brutvogelkartierungen und die biologische Bestimmung der Gewässergüte sind Beispiele für durchgeführte Untersuchungen. Im EDV-gestützten „Geographischen Informationssystem (GIS)“ der Station werden die gewonnenen Daten, wie auch die Ergebnisse unserer Stadtbiotoptypenkartierung für Herne und Bochum, verwaltet und gepflegt. Die Biologische Station initiiert und begleitet notwendige Landschaftspflegemaßnahmen in ihrem Betreuungsgebiet. Sie führt Erfolgskontrollen und ein Monitoring ihrer Flächen durch. Sie übt eine Beratungstätigkeit für die Fachbehörden der Städte und des Landes aus. Mitarbeiter der Station sind auch an der Erstellung des Gewässergüteberichts beteiligt. Sie erstellte für Herne einen Stadtökologische Beitrag (STÖB) mit dem Regionalverband Ruhr für den baulichen Innenbereich. 
Die Station führt eine intensive Öffentlichkeitsarbeit durch. Dazu zählen Vorträge, Führungen, Ausstellungen und Infotafeln. Sie führte mit Partnern Wettbewerbe wie „Grün statt Grau“, einen Wettbewerb von Fassadenbegrünungen und „Paradiesgärten in Herne“, einen Wettbewerb für Gärten in Herne, durch. Sie betreibt einen Naturerlebnispfad „Glückauf Natur!“ auf zwei ehemaligen Zechengeländen. In der ökologischen Kleingartenanlage „Kraut und Rüben“ in Bochum-Hordel legte sie eine Schauparzelle zum ökologischen Gärtnern an. 

## Einzelnachweis
1. ↑  http://www.biostation-ruhr-ost.de/traegerverein.html

Koordinaten: 51° 32′ 44,1″ N, 7° 13′ 50,9″ O